# Sinal de Lázaro
O Sinal de Lázaro (ou reflexo de Lázaro) é um movimento reflexo em pacientes com morte encefálica ou falência cerebral, que faz com que estes levantem brevemente os braços e os deixem cair cruzados em seus peitos (em posição similar à de algumas múmias egípcias). O fenômeno recebeu este nome pela relação com a história bíblica de Lázaro de Betânia, a quem Jesus ressuscitou  no Evangelho segundo João.

## Causas
De forma semelhante ao reflexo do joelho (patelar), o sinal da Lázaro é um de reflexo mediado pelo arco reflexo — um caminho neural que passa através da coluna vertebral mas não através do cérebro. Como consequência, o movimento é possível em pacientes com morte cerebral cujos órgãos foram mantidos em funcionamento através de máquinas de suporte vital, excluindo a indicação de movimentos complexos involuntários como teste para atividade cerebral. Tem sido sugerido por neurologistas que estudam o fenômeno que isto aumentou a conscientização de que este e outros reflexos "podem impedir atrasos e interpretações erradas no diagnóstico de morte cerebral."
Este reflexo é frequentemente precedido por pequenos tremores nos braços do paciente ou pela aparição de arrepios na pele dos braços e do dorso. Os braços então começam a se flexionar nos cotovelos antes de se levantarem para ficarem acima do esterno. Também costumam ser levados à altura do pescoço ou do queixo e se tocam ou se cruzam. Breves exalações têm sido observadas coincidindo com a ação.

## Ocorrências
A ocorrência do fenômeno foi observada vários minutos após a remoção dos respiradores usados para manter a oxigenação no sangue dos pacientes com morte cerebral. Também pode ocorrer durante os testes de apneia— isto é, a suspensão da respiração externa e do movimento dos músculos dos pulmões— que é um dos critérios para determinar a morte cerebral usados pela Academia Americana de Neurologia.
Os sinais de Lázaro observados em unidades de terapia intensiva foram tomados impropriamente como evidências de ressuscitação de paciente, além de poderem assustar as testemunhas desses movimentos, e serem vistos por alguns como movimentos miraculosos.